# Biondia laxa
Biondia laxa är en oleanderväxtart som beskrevs av Michael George Gilbert och P. T. Li. Biondia laxa ingår i släktet Biondia och familjen oleanderväxter. Inga underarter finns listade i Catalogue of Life.